# 紐約時報書評
《紐約時報書評》（英語：The New York Times Book Review，縮寫為）是《紐約時報》旗下一份每周發行的紙質副刊，主要刊登對小説與紀實文學的評論，也是書評領域内最具影響力且擁有最多讀者的刊物之一。該刊物的辦公室位于紐約市時代廣場的附近。

## 简介
《纽约时报》自1896年10月10日开始出版书评版，宣布”我们今天开始出版副刊，其中包括对新书的评论......和其他有趣的事情......与当天的新闻有关。“1911年，书评版被移到周日，其理论是，有一点时间的读者会更欣赏它。
该版的目标读者是聪明的、具有一般兴趣的成年读者。《纽约时报》每周出版两个版本，一个以封面价格通过订阅、书店和报摊出售；另一个没有封面价格，作为周日版的插页（其他方面都是一样的）。
每周《纽约时报书评》收到750至1000本作者和出版商寄来的书，其中20至30本被选中供评论。书籍由 "预览编辑 "挑选，他们每年要阅读1500多本预印本。挑选的过程是基于寻找重要的和值得注意的书籍，以及发现新作者。作为一项政策，个人出版的书籍一般不被评论。未被选中评论的书籍被存放在一个”弃置室“，然后被出售。截至2006年，巴诺书店大约每月一次来购买弃置室的书籍，然后收益由《纽约时报书评》捐赠给慈善机构。真正被评论的书籍通常会捐赠给评论员。
截至2015年，所有书评人都是自由职业者；《纽约时报书评》没有书评人职位。对于自由职业者，他们被分配一个内部”预览编辑“，与他们一起创作最终书评。自由评论家可能是《纽约时报》的雇员，他们的主要职责是在其他部门。他们还包括专业文学评论家、小说家、学者和艺术家，他们定期为《纽约时报》撰写评论。
工作人员的其他职责包括：一些高级编辑和一名总编辑；一个文字编辑团队；一名阅读给编辑的信件的信页编辑；撰写每周专栏的专栏作家，如 "Paperback Row "专栏；一名制作编辑；一个网络和互联网出版部门；以及其他工作。除了杂志之外，还有一个互联网网站，提供额外的内容，包括对作者的音频采访，称为 "书评播客"。
书评每周都会发布被广泛引用的、有影响力的纽约时报畅销书排行榜，该榜单由《纽约时报》"新闻调查 "部门的编辑制作。
2021年，在《书评》125周年之际，《书评》的工作人员评论员和前编辑帕鲁尔·塞加尔（Parul Sehgal）写了一篇题为 "评论《书评》"的评论文章。
帕梅拉·保罗在2013年至2022年总编辑，接替2004年至2013年担任编辑的萨姆·塔南豪斯。

## 播客
“纽约时报书评内部”（Inside The New York Times Book Review）是《纽约时报》最古老、最受欢迎的播客。首期节目于2006年4月30日发布，此后每周都会录制节目。

## 年度最佳图书和值得关注的图书
自1968年以来，每年12月初左右，都会公布一份著名书籍和/或编辑选择的名单（"最佳书籍"）。从2004年开始，它包括一个 "年度100本最受关注书籍 "名单，其中包括小说和非小说类书籍，各50本。从这100本书中，有10本书被授予 "年度最佳图书 "称号，虚构类和非虚构类各5本。其他年终榜单包括 "最佳插图儿童图书"，其中10本书由评委小组选出。

### 1990年代
| 1998 值得注意的书籍于1998年12月6日公布。11本编辑选书于1998年12月6日公布。 - 洛瑞·摩尔《美国之鸟》 - 羅素·班克斯《大陆漂移》 - 理查德·福提《生命简史：地球生命40亿年的演化传奇》 - 艾丽斯·芒罗《好女人的爱情》 - 芭芭拉·金索沃《毒木圣经》 - 大卫·盖茨《普雷斯顿瀑布》 - 罗恩-切尔诺《泰坦：老约翰·D·洛克菲勒的生活》 - 理查德·霍布魯克《结束战争》 - 希拉里·斯珀林《大师马蒂斯》 - 格雷厄姆·罗布《维克多·雨果》 - 菲利普·古雷维奇《向您告知，明天我们一家就要被杀》 | 1999 值得注意的书籍于1999年12月5日公布。11本编辑选书于1999年12月5日公布。 - 理查德·A·波斯纳《国家大事：对克林顿总统的调查、弹劾和审判》 - 安妮·普露《断背山：怀俄明州故事集》 - 理查德·霍姆斯《柯勒律治：黑暗的思考，1804-1834》 - JM·库切《耻》 - 安东尼奥·达马西奥,《所发生的感觉：意识形成中的身体和情感》 - 约翰·基刚《第一次世界大战》 - 迈克尔·弗莱恩《一往无前》 - 让-斯特劳斯《摩根：美国金融家》 - 英格·克兰迪宁《阅读大屠杀》 - 朱迪斯·瑟曼《肉体的秘密：科莱特的生活》 - 羅迪·道伊爾《名为亨利之星》 |

### 2000年代
| 2000 值得关注的书籍于2000年12月3日公布。 2000年12月3日公布了10本编辑选择书。 - 吉姆·克莱斯《死亡中》 - 佚名《贝奥武夫》 (谢默斯·希尼翻译) - 马特·里德利《基因组：人种自传23章》 - 约翰·厄普代克《葛楚德与克劳狄斯》 - 戴夫·伊格尔斯《一部令人心碎的天才之作》 - 菲利普·罗斯《人性污点》 - 汤姆·塞格夫《一个完整的巴勒斯坦：英国委任统治下的犹太人和阿拉伯人》 - 格雷厄姆·罗布《兰波传》 - 弗兰西丝·菲斯杰拉德《在蓝色的道路上：里根、星球大战和冷战的结束》 | 2001 值得关注的书籍于2001年12月2日公布。 9本编辑选书于2001年12月2日公布。 - 温弗里德·格奥尔格·泽巴尔德《奥斯特里茨》 - 寶拉·福克斯《被借用的华丽服装》 - 強納森·法蘭森《修正》 - 艾丽斯·芒罗《恨，友谊，追求，爱情，婚姻》 - 科爾森·懷特黑德《约翰·亨利日》 - 路易斯·梅南《玄学俱乐部：美国思想的故事》 - 彼得·凯里《凯利帮真史》 - 奧利佛·薩克斯《鎢絲舅舅》 |

| 2002 值得关注书籍于2002年12月8日公布。7本编辑选书于2002年12月8日公布。 - 米兰达·卡特《安东尼-布朗特：他的生活》 - 伊恩·麥克伊旺《赎罪》 - 罗娜·塞奇《坏血》 - 傑佛瑞·尤金尼德斯《中性》 - 玛格雷特·麦克米兰《巴黎1919》 - 威廉·肯尼迪《洛斯科》 - 蒂莫西·费里斯《在黑暗中观察》 | 2003 值得关注的书籍与9本编辑选书于2003年12月7日公布。 - 卡洛琳·亚历山大《赏金号》 - 莫尼加·阿里《砖巷》 - T·C·博伊尔《坠落之城》 - 強納森·列瑟《孤独的堡垒》 - 威廉·陶布曼《赫鲁晓夫：他和他的时代》 - 爱德华·P·琼斯《已知的世界》 - 加夫列尔·加西亚·马尔克斯《活着为了讲述》 - 阿德里安·尼科尔·勒布朗克《随机家族》 |

| 2004 2004年12月5日公布了100本值得注意的书。2004年12月12日公布了10本最佳图书。 - 罗恩·切诺《亚历山大·汉密尔顿》 - 鲍勃·迪伦《像一块滚石》 - 大卫·哈克特·费舍尔《美利坚开国生死战》 - 斯蒂芬·格林布拉特《世界上的意志》 - 哈金《战废品》 - 艾丽斯·芒罗《逃离》 - 奥尔汗·帕穆克《雪》 - 玛丽莲·罗宾逊《基列家书》 - 菲利普·罗斯《反美阴谋》 - 科尔姆·托宾《大师》 | 2005 100本最值得关注图书于2005年12月4日公布，10本年度最佳书籍于2005年12月11日公布 - 瓊·蒂蒂安《奇想之年》 - 玛丽·盖茨基尔《依然美丽》 - 乔纳森·哈尔《失踪的名画》 - 托尼·朱特《战后欧洲史》 - 伊恩·麥克伊旺《星期六》 - 村上春樹《海边的卡夫卡》 - 乔治·帕克《杀手之门》 - 科蒂斯·希登费尔德《奥尔特校园手记》 - 查蒂·史密斯《论美》 - 马克·史蒂文斯与安娜林·斯万《德库宁传》 |

| 2006 100本最受关注书籍于2006年12月3日发布，年度10本最佳书籍于2006年12月10日发布 - 理查德·福特《土地的情况》 - 艾米·亨佩尔《艾米·亨佩尔短篇小说集》 - 克莱尔·梅苏德《皇帝的孩子》 - 玛丽莎·佩索《灾难物理学奇事》 - 纳撒尼尔·菲尔布里克《五月花号》 - 迈克尔·波伦《杂食动物的困惑》 - 加里·施特恩斯坦《荒谬斯坦》 - 羅利·斯圖爾特《寻路阿富汗》 - 丹妮尔·特鲁索尼《坠落地球》 - 勞倫斯·萊特《巨塔杀机》 | 2007 100本最受关注书籍于2007年12月2日发布，年度十佳书籍于同月9日公布 - 罗贝托·波拉尼奥《荒野侦探》 - 拉吉夫·钱德拉塞卡兰《翡翠城的帝国生活》 - 琳達·柯莉《她的世界史》 - 約書亞·費瑞斯《曲终人散》 - 丹尼斯·约翰逊《烟树》 - 米尔德里德·阿姆斯特朗·卡利什《小热心人》 - 佩尔·彼得松《外出偷马》 - 亚历克斯·罗斯《余下只有噪音》 - 麦克尔·托马斯《人在囧途》 - 杰弗里·图宾《九人》 |

| 2008 100本最受关注书籍于2008年11月26日公布，年度十佳书籍于12月14日公布。 - 朱利安·巴恩斯《没什么好怕的》 - 罗贝托·波拉尼奥《2666》 - 德鲁·吉尔平·福斯特《这受难的国度》 - 戴斯特·费尔金斯《永遠的戰爭》 - 帕特里克·弗伦奇《世事如斯》 - 鍾芭·拉希莉《不适应的土地》 - 珍·梅耶《阴暗面》 - 斯蒂文·米尔豪瑟《危险的大笑》 - 托妮·莫里森《恩惠》 - 约瑟夫·奥尼尔《地之国》 | 2009 100本最受关注书籍于2009年12月6日公布，年度十佳书籍于同月13日公布。 - 利雅卡特·艾哈迈德《金融之王》 - 大卫·芬柯《坦克車外》 - 理查德·霍姆斯《好奇年代：英国科学浪漫史》 - 玛丽·卡尔《文学：回忆录》 - 強納森·列瑟《慢性城市》 - 梅尔·梅洛伊《两全其美》 - 洛瑞·摩尔《门在楼梯口》 - 卡萝尔·斯克莱尼卡《当我们被生活淹没：卡佛传》 - 凯特·沃尔伯特《女性小史》 - 珍娜·沃爾斯《半驯之马》 |

### 2010年代
| 2010 100本最受关注书籍于2010年11月24日公布，年度十佳书籍公布于2010年12月1日。 - 安·比蒂《纽约客故事集》 - 艾玛·多诺霍《房间》 - 珍妮弗·伊根《恶棍来访》 - 強納森·法蘭森《自由》 - 珍妮弗·霍曼斯《阿波罗的天使》 - 辛達塔·穆克吉《众病之王 : 癌症传》 - 斯泰茜·希夫《埃及艳后》 - 史蒂芬·桑坦《画完这顶帽子》 - 威廉·特雷弗《精选集》 - 伊莎贝尔·威尔克森《他乡暖阳》 | 2011 100本最受关注的书籍发布于2011年11月21日，年度十佳书籍发布于同月30日。 - 伊恩·布朗《我的月亮男孩》 - 阿曼达·弗尔曼《起火的世界》 - 查德·哈巴赫《防守的藝術》 - 伊琳娜·亨德森《万圣年代》 - 克里斯托弗·希欽斯《可说》 - 丹尼尔·卡尼曼《快思慢想》 - 斯蒂芬·金《11/22/63》 - 曼宁·玛拉布《马尔科姆X》 - 蒂亞·歐布萊特《老虎的妻子》 - 卡倫·羅素《鳄鱼女孩》 |

| 2012 100本最受关注书籍于2012年11月27日发布，年度十佳书籍发布于同月30日。 - 凯瑟琳·布《美好时代的背后》 - 罗伯特·卡洛《权力的传递》 - 戴夫·伊格尔斯《国王的全息图》 - 吉姆·霍尔特《世界为何存在？》 - 希拉里·曼特尔《提堂》 - 大卫·纳索《族长》 - 凯文·鲍尔斯《黄色的鸟》 - 安德鲁·所罗门《背离亲缘》 - 查蒂·史密斯《西北》 - 克里斯·韦尔《老屋记》 | 2013 100本最受关注书籍发布于2013年11月27日，年度十佳书籍发布于12月4日 - 奇马曼达·南戈齐·阿迪奇《美国佬》 - 凯特·阿特金森《生命不息》 - 彼得·贝克《交火的日子》 - 当音乐停止之后《当音乐停止之后》 - 克里斯托弗·克拉克《梦游者》 - 索纳利·德拉尼亚加拉《浪》 - 雪莉·芬克《纪念馆的五天》 - 蕾切尔·库什纳《喷火器》 - 唐娜·塔特《金翅雀》 - 乔治·桑德斯《十二月十日》 |

| 2014 100本最受关注书籍与年度十佳书籍发布于2014年12月14日 - 尤拉·比斯《免疫》 - 罗兹·查斯特《我们能谈点开心的事吗》 - 安東尼·杜爾《我们看不到的所有光明e》 - 莉莉·金《欢愉》 - 菲尔·克莱《重新派遣》 - 伊丽莎白·科尔伯特《大灭绝时代》 - 赫敏·李《佩内洛普·菲茨杰拉德传》 - 珍妮·奥菲尔《投机部》 - 阿奇尔·沙尔马《家庭生活》 - 勞倫斯·萊特《九月的十三天》 | 2015 100本最受关注书籍发布于2015年11月27日，年度十佳书籍发布于12月3日。 - 保羅·貝蒂《背叛》 - 斯文·贝克特《棉花帝国：一部资本主义全球史》 - 露西亚·柏林《清洁女工手册》 - 塔那西斯·科茨《在世界与我之间》 - 蕾切尔·卡斯克《概要》 - 埃琳娜·費蘭特《失踪的孩子》 - 海伦·麦克唐纳《以鹰之名》 - 奥斯娜·塞厄斯塔《我们中的一个》 - 萨博·玛格达《门》 - 安德烈娅·武尔夫《创造自然》 |

| 2016 100本最受关注的书籍发布于2016年11月23日，年度十佳书籍发布于12月1日。 - 莎拉·贝克韦尔《存在主义咖啡馆》 - 马修·德斯蒙德《扫地出门：美国城市的贫穷与暴利》 - 蘇珊·法露迪《暗房裡的男人》 - 史蒂芬·赫特曼斯《战争与静画》 - 韩江《素食者》 - 卡兰·马哈扬《小炸弹联盟》 - 希沙姆·马塔尔《归来》 - 珍·梅耶《金钱暗流》 - 伊恩·麦奎尔《北海鲸梦》 - 科爾森·懷特黑德《地下铁道》 | 2017 100本最受关注书籍发布于2017年11月22日，年度十佳书籍发布于同月30日 - 娜奥米·阿尔德曼《力量》 - 罗恩·切诺《伟大》 - 小詹姆斯·弗尔曼《锁定我们自己》 - 卡洛琳·弗雷泽《草原之火》 - 莫欣·哈米德《末日迁徙》 - 李敏金《柏青哥》 - 帕特里夏·洛克伍德《神父老爸》 - 理查德·普鲁姆《美的进化》 - 艾莉·史密斯《秋天》 - 杰丝米妮·瓦德《唱吧！未安葬的魂灵》 |

| 2018 100本最受关注的书籍发布于2018年11月18日，年度十佳书籍公布于同月29日。 - 肖恩·鲍尔《美国监狱：美国资本和权力的游戏》 - 丽萨·布伦南-乔布斯《小人物：我和父亲乔布斯》 - 大卫·W·布莱特《弗雷德里克·道格拉斯》 - 艾西·伊杜吉安《少年华盛顿·布莱克云船漂流记》 - 莉萨·哈利迪《不对称》 - 蕾貝佳·馬凱《幸運之子》 - 汤米·奥兰治《那儿，那儿》 - 迈克尔·波伦《改變你的心智》 - 蕾拉·斯利玛尼《温柔之歌》 - 塔拉·韦斯特弗《你当像鸟飞往你的山》 | 2019 100本最受关注的书籍公布于2019年11月25日，年度十佳书籍公布于同月22日。 In 2019 for the first time, the 10 Best Books were announced prior to the 100 Notable Books. - 凯文·巴里《去往丹吉尔的夜船》 - 莎拉·M·布鲁姆《黄房子》 - 利奥·达姆罗施《重返昨日世界》 - 姜峯楠《呼吸》 - 亚当·希金博特姆《切尔诺贝利的午夜》 - 帕特里克·拉登·基夫《什么也别说》 - 本·莱纳《托佩卡学校》 - 瓦莱里娅·卢塞利《失孩档案》 - 茱莉亚·菲利普斯《消失的她們》 - 瑞秋·路易斯·斯奈德《親密關係暴力》 |

### 2020年代
| 2020 100本最受关注的书籍公布于2020年11月20日，年度十佳书籍公布于同月23日。 小说 - 莉迪亚·米列特《儿童圣经》 - 詹姆斯·麦克布莱德《[金刚执事]]》 - 麦琪·欧法瑞尔, 《哈姆奈特》 - 阿亚德·阿赫塔尔《故土挽歌》 - 布里特·本尼特《消失的另一半》 - 维多利亚·张《讣告》 非虚构 - 罗伯特·科尔克《隐谷路》 - 贝拉克·奥巴马《应许之地》 - 詹姆斯-夏皮罗《分裂的美国中的莎士比亚》 - 安娜·维纳《神秘硅谷》 - 玛格丽特·麦克米兰《战争》 | 2021 100本最受关注的书籍于2021年11月22日公布，年度十大最佳书籍于同月30日公布。 小说 - 伊姆博洛·姆布埃《我们曾经多么美丽》 - 凯蒂·北村《亲密》 - 霍蕾·法诺恩·杰弗斯《杜波依斯的情歌》 - 帕特里夏·洛克伍德《无人提起》 - 本哈明·拉巴图特《当我们不再理解世界》 非虚构 - 托夫·迪特莱夫森《哥本哈根三部曲》 - 克林特·史密斯《如何传递信息》 - 安德雷亚·艾里奥特《隐形的孩子》 - 安妮特·戈登-里德《儿童节》 - 希瑟·克拉克《红色彗星》 |

| 2022 100本最受关注的书籍于2022年11月22日公布，同月29日公布了年度十佳书籍。 小说 - 珍妮佛·伊甘《糖果屋》 - 克莱尔_露易丝·本内特《Checkout 19》 - 芭芭拉·金索尔弗《恶魔铜首》 - 纳姆瓦利·塞佩尔《沟壑》 - 赫尔南·迪亚兹《信任》 非虚构 - 艾德·杨《浩瀚的世界》 - Hua Hsu《保持真实》 - 蕾切尔·阿维夫《陌生的自己》 - 琳达·维拉罗萨《皮肤以下》 - 芬丹·奥图尔《我们不知道的自己》 |

## 相关研究
2010年，斯坦福大学教授艾伦·索伦森和乔纳·伯格发表了一项研究，考察了《纽约时报书评》中的正面或负面评论对图书销售的影响。他们发现，所有图书都从正面评论中受益，而流行或知名作者则受到负面评论的负面影响。知名度较低的作者则从负面评论中受益；换句话说，负面宣传实际上促进了图书销售。
大学教授和作家Roxane Gay在2012年发表的一项研究发现，2011年发表的《纽约时报》书评中，90%是白人作家的书。盖伊说："这些数字反映了出版业的整体趋势，即大多数出版的书籍是由白人作家撰写的。" 在报告发布时，根据2010年的人口普查，美国的种族构成是72%的白人（包括被认定为白人的西班牙裔和拉丁裔美国人）。